# Българска академия на науките
 Тази статия е за Българската академия на науките.  За други значения вижте Бан.  
Българската академия на науките (БАН) е най-голямата научна организация в България.
Тя е автономна организация с държавно финансиране, която обхваща научни институти и други самостоятелни звена. Нейните членове биват академици (действителни членове), член-кореспонденти (дописни членове) и чуждестранни членове. Научните институти и самостоятелните звена на БАН извършват фундаментални научни изследвания, приложна и технологична дейност, а също и подготовка на кадри. В световната ранглиста на научни институции, изготвяна от SCImago, през последното десетилетие БАН неизменно е най-високо класираната българска организация, като към 2020 година заема 663-то място в света.
Академията е основана като Българско книжовно дружество (съкр. БКД) в град Браила, Румъния през 1869 г. Заедно с Екзархията, БКД е първата българска институция и предхожда създаването на Третата българска държава с 9 години. БКД премества седалището си в София през 1878 г.
Председателят на БКД Иван Гешов прави голямо лично дарение през 1908 г. с условието БКД да стане академия. БКД се преименува на Българска академия на науките на 13 февруари 1911 г. През 1940 г. БАН е преименувана на Българска академия на науките и изкуствата (съкр. БАНИ), като запазва това наименование до 1947 г., когато възстановява името си Българска академия на науките.
Към 2009 г. БАН включва 69 научни института и централни лаборатории, както и 11 специализирани звена и централна администрация През 2010 г., след провеждането на международно оценяване, броят на институтите е намален на 42. Националният институт по метеорология и хидрология (НИМХ) напуска БАН в началото на 2019 г.
Преди реформите от 2010 г. общият брой на работещите в Академията е около 7400 души, от които учените са около 3570. Към 2020 г. числото на учените спада до към 2700 души.
|  |

## История

### БКД след 1869 г.
Основаването на Българското книжовно дружество (БКД) става на учредително събрание в рамките на 5 дни – от 8 до 12 октомври нов стил (26 – 30 септември стар стил) 1869 г. в къщата на Варвара Хадживелева, Браила, Румъния. БКД е учредено като научно и литературно дружество, т.е. има смисъла на просветна организация. За официална дата на честване е избран 1 октомври.
В рамките на учредяването е приет Устав на Дружеството (на 29 септември) и е избрано негово ръководство – първите „членове на научна книжовна дейност“: Марин Дринов (председател), Васил Стоянов и Васил Друмев. Избрано е и петчленно Настоятелство на Дружеството, което трябва да се занимава с финансовите и „материалните“ въпроси. През този период БКД събира и ръководи дейността на българските учени, като издава и своя печатен орган „Периодическо списание на Българското книжовно дружество“ (1870 – 1876) в Браила.
През 1871 г. е избран първият почетен член на БКД – Гаврил Кръстевич. През ноември 1878 г. дружеството премества седалището си от Браила в София.
След Освобождението, с усилията на Министерството на народното просвещение, Българското книжовно дружество постепенно се превръща в действителна национална академия на науките, с отделянето на 3 клона – Историко-филологически, Природо-медицински и Държавно-научен, а членовете му биват почетни, редовни и дописни. Изтъкнати представители на различни клонове на науката и културата стават членове.
Периодичното списание на БКД започва да се издава отново (1882 – 1910) в София. Дружеството възстановява своята материална среда и активизира дейността си след 1884 г., когато са избрани няколко десетки нови действителни членове и Софийската община му дарява терен за строителство на собствена сграда на улица „Цариградска“.
От 1898 г. председател на БКД е Иван Евстратиев Гешов.

### БАН след 1911 г.
На 19 март (6 март стар стил) 1911 г. Българското книжовно дружество се преименува на Българска академия на науките (това става 3 години след провъзгласяването на независимостта на Третото българско царство). „Периодическо списание на Българското книжовно дружество“ се преименува в „Списание на БАН“ през 1911 г. На следващата година, 1912, Народното събрание приема първия закон, уреждащ особения статут на организацията.
През 1925 – 1929 г. е построена сградата на БАН на улица „15-и ноември“ 1, която, макар и пострадала от бомбардировките през Втората световна война, продължава да се използва и днес. През 1940 г. се създава и Литературно-художествен клон на БАН и академията е преименувана на Българска академия на науките и изкуствата (БАНИ), като запазва това име до 1947.

### БАН след 1944 г.
Скоро след Деветосептемврийския преврат през 1944 някои членове на академията, начело с председателя ѝ проф. Богдан Филов, са изключени, съдени и убити за фашистка дейност, а в началото на 1945 са избрани значителен брой нови академици. През същата година започва преобразуването на организацията по съветски образец. Тя се превръща в централно държавно учреждение, на което са подчинени повечето научноизследователски институти в страната. В Устава от 27 – 28 февруари 1947 г. изрично е вписано, че БАН „развива дейността си съобразно програмата и решенията на Българската комунистическа партия“. Управителния съвет се избира за две години и се състои от председател, двама подпредседатели, научен секретар и секретарите на клоновете. Съвсем нова е структурата на Постоянното присъствие, която включва председателя на Академията, подпредседателите и научния секретар. На тях е възложено да вземат решение по неотложни въпроси. Според чл. 5 от Закона личният състав на Академията се състои от почетни членове, редовни членове (наречени академици по съветски образец), дописни членове, които се наричат член-кореспонденти, и научни сътрудници. Броят на академиците е определен на 72, а на член-кореспондентите – на 80. В първоначалния вариант на законопроекта се предвижда установяването на пределна възраст от 75 години за редовните членове, но тази точка предизвиква силно неодобрение от членовете на Управителния съвет на Академията и впоследствие отпада.
В Закона за БАН от 1 февруари 1947 г. г е уредена и процедурата за избор на нови членове. Кандидатурите се издигат от научни работници, научни дружества, обществени и културни организации. Преценката за тях е оставена на съответните клонове на науката. Във вид на препоръка тя се внася в Общото събрание на съответния отдел, което осъществява избора. Гласуването е тайно. За избрани се смятат онези кандидати, за които са гласували най-малко две трети от членовете на отдела. Изборът на отдела подлежи на одобрение от Общото събрание чрез тайно гласуване и с обикновено мнозинство (но само ако присъстват най-малко две трети от редовните членове на Академията). Напълно нова и извън академичната традиция дотогава е предоставеното право на среди извън Академията да издигат кандидатури за нови членове. В Закона е включен и текст, според който в състава на БАН не могат да бъдат лица, които са проявили или проявяват фашистка и всякаква друга противонародна дейност, лишените от граждански и политически права и тези, които със своите неморални действия уронват достойнството на Академията. Такива лица ще се изключват по реда на избирането им. Същевременно към този текст се добавя и друг, който гласи, че: „лица, реабилитирани, дали доказателство, че са променили своите фашистки и противонародни схващания, могат да бъдат приети отново в Академията“.
Значителна роля за укрепването на БАН играе международното научно сътрудничество. От втората половина на 19-те години започва по-интензивно сътрудничество на БАН с академиите на другите социалистически страни и особено с Академията на науките на СССР. Стартира осъществяването на съвместни задачи, които довеждат до съгласуване на плановете, обмяна на опит, подпомагане на квалификацията и специализацията на научните работници и до създаването на общи трудове. През следващите години значително се разширяват международните връзки на Академията. По договорите за културни връзки с чужбина се осъществява размяна на учени за обмяна на опит и специализация на млади научни работници. Засилва се участието на български учени в международни научни конгреси и конференции, което спомага за установяването на непосредствени връзки и контакти с чужди учени.
Още от края на 1950-те години по-нататъшното развитие на БАН изцяло се свързва с цялостното разработване на научна политика, която е насочена към прякото є обвързване със социално-икономическото развитие на държавата. В постановление на МС и ЦК на БКП през 1959 г. „За по-нататъшното развитие на българската наука и повишаване на нейната роля в социалистическото строителство“ се подчертава, че главната и непосредствена задача на българската наука е да „се заеме със задълбоченото разработване на големите жизнени проблеми на социалистическото строителство, от които зависи ускореното икономическо развитие на страната ни“. Има се предвид осъществяването на индустриализацията и модернизацията на икономиката. Основната критика в документа е, че БАН все още не е структурирана в център и организатор на науката и че нейното приложение трябва оттук нататък да се съсредоточи върху икономиката на страна. Критиките срещу БАН са, че тя няма развита необходимата мрежа от научни институти и лаборатории към заводите и не е осъществена постоянна връзка между различните научни звена. Едновременно с това се обръща внимание, че държавата си поставя като приоритетна задача преодоляване на изоставането на България в редица важни области на световната наука, като: електрониката, атомната физика, физиката на полупроводниците, автоматиката, някои клонове на математиката, техниката и химията, които са основата на т.нар. научно-техническа революция, както и на медицинските науки. За тази цел ЦК на БКП и МС постановяват изграждането на редица нови институти в областта на съответните промишлени, селскостопански, медицински и пр. науки. Съгласно постановлението дейността на българските физици и математици трябва да се насочи най-вече към изследвания, свързани с атомната енергия, полупроводниците и електрониката, към разработване на проблемите на приложната математика, приложението на статистическите методи в демографията, промишления контрол и др.
Същевременно през юни 1959 г. е свикано Общото събрание на Академията, което извършва редица персонални промени в ръководството на БАН. Сменени са заместник-председателите и секретарите на редица отделения. Членовете на новото ръководство са предварително съгласувани и одобрени от Политбюро на ЦК на БКП. За първи зам.-председател е избран Христо Даскалов. Останалите зам.-председатели са чл.-кор. Страшимир Димитров, акад. Владимир Георгиев и чл.-кор. Любомир Кръстанов. За главен научен секретар е избран чл.-кор. Титко Черноколев. За членове на Президиума са утвърдени чл.-кор. Кирил Павлов – секретар на Отделението за селскостопански науки, чл.-кор. Боян Каменов– секретар на Отделението за геологически, географски и химически науки, акад. Любен Василев – секретар на Отделението за икономически и правни науки. За научни секретари са назначени и доц. инж. Георги Бранков, доц. Георги Гълъбов, ст.н.с. Атанас Лютов.
На 11 декември 1959 г. въз основа на съвместното постановление на ЦК на БКП и МС за развитието на БАН и по доклад на зам.-председателя акад. Христо Даскалов Общото събрание на БАН приема решение за нова структура на Академията. Тя е за развитие на институтите, за разширение на материалната база и за значителен кадрови ръст, осъществен през 1960-те години. С извършената реорганизация на Академията нараства значително и броят на научните, помощните и административните работници в нея. В началото на 1960-те години общият брой на служителите в БАН възлиза на 6220 души, от които 1733 научни работници. В сравнение с 1959 г. общият брой на новоназначените служители е 980 души, от които 190 научни работници и 569 научни помощници.
Международният престиж на Академията непрекъснато нараства. През 1960-те години тя подписва спогодба (споразумение) за научно сътрудничество с Кралското научно дружество в Лондон; впоследствие такова споразумение – за научно сътрудничество – е сключено и с редица чужди академии, центрове и институти сред които Националният център за научни изследвани в Париж, Националният съвет за научни изследвания в Рим и пр. и пр. През следващите години са подписани редица такива споразумения с всички социалистически държави, както и с някои извън социалистическия лагер, вкл. САЩ. Тези споразумения предполагат, че учени отиват на командировки в чужбина по взаимен обмен на обучение и допълнителна квалификация, както и че закупуването на оборудване ще става с облекчения от съответната страна. Често Академията става организатор на международни научни симпозиуми и конференции. През 1960 г. БАН е организатор на Международна конференция по витамините; през 1961 г. – на международна конференция на физиката на високите енергии; през 1962 г. – на VI международна конференция по класическа древност; а през 1963 г. София приема като домакин V международен конгрес на учените слависти. Всички тези примери сочат ясно международния авторитет, който БАН затвърждава в началото на 1960-те години
През този период в Академията се осъществява процес, по подобряване на материалната база и повишаване на квалификацията на учените. Редица институти получават собствени сгради и помещения. В края на 1950-те години в България е построен първият в Югоизточна Европа изследователски атомен реактор последван от обсерваторията в Рожен. Апаратурата на БАН е видимо обновена. През 1960-те години БАН бележи успехи в електрониката на тънките слоеве, квантовата електроника, физиката на микровълните и пр. От клона на геофизиката са постигнати значителни резултати в изследването на йоносферата и фазовите преходи на водата в атмосферата; постигнати са успехи по унификацията на геодезическите и картографските методи въз основа на таблици на елипсоида на Красовски; важни постижения с практическо значение са открити в областта на хидротехниката и водното стопанство, техническата механика, техническата кибернетика, металознанието, химическите науки и пр. Накратко – през този период БАН постига редица успехи във всички науки, които развива, нейният авторитет на водеща научна организация нараства в международен план.

### БАН след 1989 г.
С приетите през 1989 г. временни правила и последвалия нов Закон за БАН от 15 октомври 1991 г. Законът е изменен на 22 октомври 1993. Този закон дава начало на промени в структурата на БАН. В средата на 1991 г. БАН се разделя с остарелите понятия Президиум и Бюро на Президиум и наместо тях създава нов изпълнителен орган – т.нар. Ръководство, а на мястото на Научния секретариат възниква като орган Управителен съвет, в който влизат председателят на БАН, неговите заместници, главният научен секретар и научните секретари. Академията получава пълна автономия, като ръководните органи се избират от служителите на всички научни институти (няколко десетки). На 22 април 1994. БАН обнародва в Държавен вестник нов Устав на БАН, който да замени остарелия устав от 1973. В същото време се поставя въпросът за ефективността на научната ѝ дейност във връзка с продължаващото финансиране от държавния бюджет. През периода 1993 – 1994 под натиска на външни за Академията сили в БАН започва голяма структурна реорганизация, създават се нови правилници, съкращават се близо половината от 12 000 души работещи в БАН, закриват се много институти (напр. ИМОСИ – Институт за международни отношения и социалистическа интеграция). През периода 1990 – 1995 финансирането на БАН от държавния бюджет е орязано по шоков път, което принуждава Академията на големи съкращения на персонала. През 1994 след реорганизацията в БАН остават да работят 4015 учени (и почти толкова служители и проучватели) докато през 1990 тази цифра достига 6792 учени. От 122 научни звена (институти, лаборатории и пр.) през 1994 г остават само 73 научни звена. В същото време 1994 е годината в която повечето институти стават юридически лица. През 1996 г БАН получава право да ползва облекчение по чл. 93 от Закона за висшето образование, при внос на апаратура и оборудване.

#### Процеси на декомунизация в БАН
Промените в политическата обстановка през 1989 – 1991 налагат ново ръководство на БАН. Приближения на Тодор Живков, дотогавашен председател на академията – акад. Ангел Балевски, макар да е част от неизменната му ловна дружинка вече не е актуален. Затова на негово място е избран значително по-младия акад. Благовест Сендов. Същевременно Балевски е обявен за почетен председател на Президиума на БАН и остава такъв до края на 1989, когато е свален от тази длъжност. Изборът на Сендов, обаче е направен под натиска на присъствието на члена на Политбюро на ЦК на БКП (чл.-кор. на БАН от 1981 г.) Йордан Йотов, отговарящ за духовното развитие, и на кандидат-члена на Политбюро на ЦК на БКП Георги Йорданов (БКП), председател на Комитета за култура, наука и просвета. За да убедят академиците да гласуват за единствената кандидатура на Сендов, партийните функционери ги увещават, че това е временен избор. Налагането на Сендов поради това, че той също е покровителстван от Тодор Живков, се посреща с неодобрение от част от академичната гилдия. След падането на Живков те опитват да свалят Сендов от председателското място
На 30 ноември 1989 г. членът на Президиума на БАН, акад. Георги Близнаков предлага на останалите членовете да си подадат колективно оставката. Той смята, че с изборите за академици вече има достатъчно нови лица, отворени за промени и критични към избраното през 1988 г. Ръководство на БАН. Този призив не е посрещнат еднозначно нито в Президиума, нито в Академията. Някои виждат в него кариеристични мотиви. Така или иначе писмото призив на акад. Близнаков дава повод на две заседания на Общото събрание на академиците – на 8 и на 21 декември 1989 – да бъде обсъдено Ръководството на БАН, както и неговата съдба. На тези дати се отправят обвинения за политическа обвързаност между видни учени и фамилията на сваления диктатор. Всеки от засегнатите се опитва да се разграничи от подозренията, че е „живковист“. Именно като такъв е припознат и акад. Сендов в изказванията на много академици. Особено отрицателно е настроен акад. Николай Тодоров (историк), който освен всичко друго смята, че Сендов трябва да си подаде оставката не само защото е наложен от Политбюро и от хора, които вече са си подали оставката, но и защото олицетворява „живковизма“ в Академията. В крайна сметка надделява виждането на Президиума и на 21 декември 1989 г. в Общото събрание се гласуват индивидуални оставки, включват се нови членове на Президиума на БАН, но не се стига до сваляне на председателя акад. Сендов. Сред новите лица е и чл.-кор. Иван Юхновски, по това време директор на Института по органична химия, световноизвестен учен в областта на инфрачервената спектроскопия и квантовата химия. Юхновски по това време е допринесъл много за химията в България и за изследване на строежа на органичните съединения, ползва се с добро име и е сравнително млад учен.. Той ще стане водеща фигура в управлението на БАН през следващите години. През 1991 – 1995 е даден мандат на Първото общо събрание на БАН. За негов председател е избран проф. Йордан Василев – тогава знакова фигура в антикомунистическата опозиция. изборите за нов органи са проведени с много скандали, затова накрая се взима решение да се закрие Президиума и да се създаде нов орган – Ръководство на БАН. Новото ОС избира за нов председател на БАН акад. Йордан Малиновски с идеята да бъде ново лице. Това не е спонтанна кандидатура, по-късно самият Малиновски признава, че се е колебал много преди да приеме номинацията.
Тези всички трудни решения се разискват по време, когато на входа на централната сграда на Академията са залепени постери с портрети и списъци на членове на ОС – „червени“ академици, и цитати от тях. Комисията по етика и деформации към БАН декларира, че няма нищо общо с постерите. От изказванията на възмутени членове на ОС като проф. Минко Минков, ст.н.с. І ст. Розалия Бикс, ст.н.с. Васил Сивов, акад. Кирил Серафимов личи, че става дума за учени като акад. Евгени Матеев, акад. Кирил Серафимов, чл.кор. Мито Исусов, проф. Тодор Ив. Живков и др. Тези постери са определени като линч, а тяхното поставяне се оприличава на трибунал срещу хората не заради научните им качества, а за политическата им принадлежност. Противниците на постерите смятат, че те са недопустими в Академията и се отнасят за учени с големи заслуги в науката.
Декомунизацията кара една част от засегнатите да подадат оставка. Така на 29 юни 1992 г. на заседание на ОС председателят на Мандатната комисия физикът ст.н.с. Александър Ваврек посочва, че поради подаване на оставка са подменени акад. Евгени Матеев, чл.-кор. Стоян Михайлов, проф. Александър Фол, проф. Тодор Ив. Живков (фолклорист), ст.н. І ст. Николай Генов, икономистът ст.н.с. Христо Памукчиев, физикът ст.н.с. І ст. д.ф.н. Антон Антонов, ст.н.с. д.ф.н. Иван Гочев и др. Не всички подмени са във връзка с декомунизацията. Някои подават оставка и поради това, че заминават на работа в чужбина.
Следващ важен момент в декомунизацията на Академията е възприемането и прилагането на Закона за лустрация в науката, известен като Закона „Панев“ по името на вносителя му доц. Георги Панев от СДС. В сила е от края на 1992 до 30 март 1995 г. и носи названието „Закон за временно въвеждане на някои допълнителни изисквания към членовете на ръководствата на научните организации и Висшата атестационна комисия“. Това е един изключително спорен закон, подлагащ на лустрация много от учените в Академията и Софийският университет. Още по-спорно е, че към тогавашния момент за много от тези хора има само картонче, без последваща информация. Това предизвиква оживени спорове и питане до Конституционния съд относно законосъобразността на предложения закон Противници на Закона смятат, че той вменява колективна вина на отделни лица и нарушава правата им по политически причини. Те изказват мнение, че Академията ще може да се очисти от такива хора и без закон, тъй като в такава насока действа Комисията по етика и деформации. Последните избори показвали според тях, че доказани партийни кариеристи не се избират в ръководствата на институтите. Противниците апелират и за необходимостта от спазване на автономията на БАН и ВУЗ. Освен това обръщат внимание, че по този закон ще бъдат лишени от ръководство в науката изтъкнати учени като академиците Асен Иванов Хаджиолов, Георги Близнаков, Ростислав Каишев, Румен Цанев, Асен Дачев, Любомир Попиванов, както и член-кореспондентите Генчо Скордев, Димитър Мишев (инженер), Николай Генчев, Димитър Еленков, Константин Косев, Петър Кендеров, Стойчо Панчев, Тончо Жечев. (В Софийския университет от този закон страдат имена като проф. Людмил Гетов и др.) Същевременно защитниците на закона настояват, че така академията ще очисти от лица поддържани от тоталитарния режим. В крайна сметка законът е приет (по-късно е отменен), но действието му е „омекотено“. Отделни учени напускат Академията, или се разделят с високи ръководни постове, а всички тогавашни член-кореспонденти и академици подписват декларации, че не са агенти на ДС.

#### Външна оценка към 2009 г.
През 2009 г. Европейската научна фондация (ESF) и Европейската федерация на националните академии на науките (ALLEA – All European Academies), представени от екип от 40 учени от 17 страни от ЕС, направиха първото детайлно международно научно оценяване на изследователските звена на Българската академия на науките. Резултатите от оценката подреждат общо 71-те звена на БАН по няколко критерия в следните групи:
| Група 1 (A+)                                                                                  | Група 2 (A) | Група 3 (B)                                                                                                  | Група 4 (C)                                                                | Група 5 (D)                                 |
| --------------------------------------------------------------------------------------------- | --- | --- | -------------------------------------------------------------------------- | ------------------------------------------- |
| работа с водещо място в международен план. Институтът е смятан за международен лидер – 0 (0%) | работа, конкурентоспособна в международен план. Институтът има важни приноси в областта си и е смятан за международен актьор – 17 (24%) | видима в международен план работа. Институтът е направил ценни международни приноси в областта си – 36 (51%) | стабилна изследователска работа, видима само в национален мащаб – 17 (24%) | без солидна изследователска работа – 1 (1%) |

| Група 1                     | Група 2                        | Група 3                          |
| --------------------------- | ------------------------------ | -------------------------------- |
| с важно значение – 44 (62%) | със средно значение – 26 (37%) | без обществено значение – 1 (1%) |

| Група 1                       | Група 2                        | Група 3                       |
| ----------------------------- | ------------------------------ | ----------------------------- |
| много перспективни – 26 (37%) | средно перспективни – 33 (46%) | ниско перспективни – 12 (17%) |

Общата оценка е: „Оценяващият комитет стигна до недвусмисленото заключение, че мнозинството от институтите на БАН извършват ценна изследователска дейност според международните стандарти. В някои от случаите открихме изследователски групи, които работят на челни световни позиции. Екипът оценители смята този обобщен резултат за впечатляващо постижение, имайки предвид особено трудните условия за провеждане на изследвания в България“.
Те отбелязват като тревожна тенденция: „Добрият, до отличен, изследователски потенциал в БАН, а значи и в България, е в опасност поради недостатъчното финансиране. Понастоящем системата функционира в режим на оцеляване. Сега голямата тревога е за следващото поколение учени“.
Оценителите препоръчват: „Подкрепяйте младите изследователи. Подобрете рамките на финансирането. Намерете баланса между изследователска дейност и преподаване. Създайте бюра за технологичен трансфер. Подобрете качеството на научното публикуване. Стимулирайте гъвкавостта. Създайте международни консултативни комитети“.

## Структура
Ръководни органи на БАН са нейните Общо събрание, Управителен съвет и Председател на БАН (от 2024 г. – член-кореспондент Евелина Славчева), като структурата, функциите и дейността на ръководните органи се определят в Устава на БАН.
Според чл. 5. от Закона за БАН висш орган за ръководство и управление на Българската академия на науките е нейното Общо събрание (ОС). Членовете на ОС се избират от хабилитирани учени на основна работа в БАН. ОС приема и изменя устава, избира председателя и заместник-председателите, главния научен секретар и членовете на Управителния съвет на БАН. Чл. 32. (1) на действащия Устав на БАН гласи:
| „ | Постоянните научни звена – институти, централни лаборатории, центрове и музеи, създадени от ОС на БАН, са автономни. | “ |

Според чл. 10. от Закона на БАН Народното събрание предоставя в собственост на БАН стопанисваните от нея държавни терени, сгради, машини, съоръжения, апаратура, книжен фонд, парични средства и други движими вещи. Разпореждането с това имущество може да се извършва само в интерес на академията и с решение на ОС. Нови действителни и дописни членове, както и чуждестранни членове в областта на науката, културата и изкуството, се избират от настоящите академици според правилник, утвърден от събранието на академиците и член-кореспондентите, като броят на академиците не може да надвишава 80 души, а на член-кореспондентите – 120 души. Още през 1970-те години БАН създава Центъра за българистика. Той се занимава активно с обучението на българите в чужбина, изпраща учебници, лектори и пр. През 1980-те години се провеждат 2 конгреса по българистика, в които участват учени от цял свят – над 1300 души общо. Замислен е и следващ конгрес, който трябва да се състои в началото на 1990-те години, но орязването на финансирането на БАН спира това начинание.
Поддържа своя Научен архив, който се ползва със значителна автономност. Създаден е още от БКД и с времето разширява функциите си. Днес в него може да се намери информация за много видни общественици и дейци като Ат. Иширков, К. Шапкарев, Г. Джагаров и пр.
БАН развива научна дейност в практически всички области на човешкото познание: математически, физически, геоложки, химически, биологически, инженерни, хуманитарни и обществени науки. Създаването на отделни институти, които са самостоятелни подразделения на академията, започва след 1945. Академията разполага и със собствено издателство – академичното издателство „Проф. Марин Дринов“.

## Научни проекти
През 2013 г. сеизмологичният център на Геофизичния институт на БАН (НИГГГ) стартира проект с технологичната компания NOVANOR (Нованор) за разработка на система за ранно оповестяване на земетресения чрез използване на мобилни устройства като част от краудсорсинг система. На 24 май 2014 г. по време на силното земетресение в София, системата успява успешно да идентифицира настъпилия трус няколко минути преди настъпването му. По данни на академията подобни системи представляват бъдещето на сеизмологията и същевременно са незаменим инструмент в изучаването на сеизмичните процеси.
През 2016 г. Български учени от Института за космически изследвания към БАН представиха дозиметъра Люлин – МО, с който участват в съвместния европейско-руски проект за изследване на Марс (Екзомарс"). дозиметъра на БАН полетя в Космоса. Към 2020 г. е създаден вече подобрен вариант, Люлин МЛ.
През 2019 г. благодарение на усилията на Института по криобиология и хранителни технологии към БАН, България става третата страна, която произвежда храна за астронавти.
Към 2020 г. БАН е участник и по големия европейски проект Graphene Flagship, който обхваща 153 участника, в областта на самолетостроенето, автомобилостроенето и пр.
Заедно с българската фирма „СекНет“ е разработен пилотен проект на криптографска система чрез която се придобиват възможности за изграждане на защитени мрежи за обработка на класифицирана информация до най-високото разрешено ниво на сигурност и за бъдещо развитие и осигуряване на съвместимост на защитените комуникации със страните от НАТО и ЕС.
Други проекти на академията включват разработване на технология за производство на трислоен сепаратор с мембрана за VRLA батерии съвместно с Exide Technologies и проект за изпитване на батерии с цел установяване влиянието на тънки подложки от стъклена вата върху работата на батериите в проект с OCVTM Non-Woven Technologies.

## Научна продукция
Днес в БАН работят около 17% от кадрите, заети с наука в България и тя дава над 50% от научната продукция в страната. Дейността на около 3500-те учени е свързана с около 50% от защитените български патенти. БАН изпълнява след спечелени конкурси 40% от научните проекти в България, получили финансиране по общоевропейските Рамкови програми за научни изследвания и технологично развитие (на английски: Framework programmes for research and technological development). В периода 1992 – 2006 г. БАН участва с 427 проекта в Рамковите програми (от общо 790 проекта от България в същия период) и има 26 млн. лева усвоени субсидии.
По българска методика ефективността на научната дейност се измерва като съотношение на производителността на труда (научни публикации) спрямо вложените средства. Според едно такова изследване, проведено от Румъния през 2007, по научна продукция на 1 милион вложени евро от бюджета България е на първо място в света. Това се интерпретира като опасна и прекалена интензивност при ниско финансиране. По този критерий в първата десетка са България, Словакия, Естония, Латвия, Румъния, Полша, Унгария, Литва и Русия, а в последната десетка са Люксембург, Япония, САЩ, Германия, Франция, Исландия, Швеция, Австрия, Финландия и Норвегия.
Разработки:
- изследователски атомен реактор (първият в Югоизточна Европа)
- Компютри „Правец“
- български компютър "Витоша" [34]
- калкулатор „Елка-6521“
- дозиметър „Люлин“ – МО[34] [35] [29] [36]

## Годишни отчети

### За 2010 г.
Всяка година БАН публикува годишен отчет за своята дейност.
Според отчета за 2010 БАН има (като количество):

#### Публикации
Общ брой публикации: 10 295, в това число:
- В международни списания: 2553, както и 130 издадени в чужбина монографии и сборници.
- В български списания: 2432, както и 266 издадени в България монографии и сборници

#### Научни реализации
- Поддържани патенти: 148
- Разработки с иновационен характер: 1029

#### Обучение
- Брой обучавани в БАН докторанти: 581.
- Лекционни часове във висши училища: 57 448 часа.[37]

#### Финансов одит
На 18 май 2010 министърът на образованието Сергей Игнатов съобщава, че в БАН започва финансов одит, който е назначен от министерството, по време на който не могат да се правят никакви преобразувания и започнатата от академията реформа ще бъде блокирана.

### За 2020 г.
В 2020 г. БАН отбелязва своята 150-а годишнина и отчита постиженията от предходната година.
- Изследователи от БАН са автори на над 50% от реферираните научни статии от България според Мрежа на науката за 2019 г. В общия им брой дялът посветен на нанонауки, нови материали и технологии е около една четвърт (23.8%).
- Към края на 2019 г. в БАН работят около 2600 квалифицирани учени, като за съвкупността средна възраст е 50 години.
- Защитили докторанти в БАН през 2019 г. са 97.

## Признание
В чест на Българската академия на науките са наименувани 2 обекта на остров Ливингстън, Антарктика:
- връх Академия[39][40] и
- местност Лагер Академия.

В ранглистата на българските научни институции за 2020 г., изготвяна от Scimago, най-високо класирана е БАН.
В края на 2020 г. БАН е научната институция у нас с най-голям брой публикации в базата данни Scopus за периода 2017 – 2019 г.